# Bring it on home to me
Bring it on home to me is een popnummer geschreven door de Amerikaanse zanger Sam Cooke. Hij was zelf de eerste die het nummer in 1962 op de plaat zette. Het werd een bescheiden hit en bereikte de 13e plaats in de Billboard Hot 100. Later is het nummer ook door anderen opgenomen. De bekendste versies zijn die van The Animals uit 1965, Eddie Floyd uit 1968 en Rod Stewart uit 1974.
Het nummer staat op de lijst van de ‘500 Songs that Shaped Rock and Roll’ van de Rock and Roll Hall of Fame.
De ik-figuur in de songtekst heeft zijn vriendin zonder veel spijt laten vertrekken, maar beseft nu dat hij niet zonder haar kan en vraagt haar terug te komen.

## Versie van Sam Cooke
Bring it on home to me was gepland als B-kant van de single Having a party. Beide nummers zijn op 26 april 1962 opgenomen in de studio van RCA Records in Hollywood. Lou Rawls trad op als achtergrondzanger. Zowel de voorkant als de achterkant werd een hit, maar de achterkant verkocht net iets beter:
- Having a party: 17 in de Billboard Hot 100, 4 in de Hot R&B Sides;
- Bring it on home to me: 13 in de Billboard Hot 100, 2 in de Hot R&B Sides.[3]

Later in 1962 kwamen beide nummers uit op het verzamelalbum The best of Sam Cooke.

## Versie van The Animals
The Animals brachten in april 1965 hun eigen versie van het nummer uit. Een maand later resulteerden spanningen in de groep in het vertrek van toetsenist Alan Price. Op We gotta get out of this place, de volgende single van de groep, bespeelde Dave Rowberry het elektronische orgel.
Bring it on home to me scoorde hoog in het Verenigd Koninkrijk (7 in de UK Singles Chart), matig in de VS (32 in de Billboard Hot 100) en hoog in Nederland (3 in de Nederlandse Top 40).
In mei 1965 brachten The Animals in het Verenigd Koninkrijk het album Animal tracks uit met tien nummers die niet eerder waren uitgebracht, plus For Miss Caulker, de achterkant van Bring it on home to me. De Amerikaanse versie van dit album, die in september van dat jaar verscheen, had veel meer het karakter van een verzamelalbum. Naast For Miss Caulker staan daar ook Bring it on home to me, Don't let me be misunderstood en We gotta get out of this place op en bovendien de achterkanten van I’m crying en Don't let me be misunderstood.

### Hitnoteringen in Nederland

#### Nederlandse Top 40
| Hitnotering: 15-05-1965 t/m 21-08-1965 | Hitnotering: 15-05-1965 t/m 21-08-1965 | Hitnotering: 15-05-1965 t/m 21-08-1965 | Hitnotering: 15-05-1965 t/m 21-08-1965 | Hitnotering: 15-05-1965 t/m 21-08-1965 | Hitnotering: 15-05-1965 t/m 21-08-1965 | Hitnotering: 15-05-1965 t/m 21-08-1965 | Hitnotering: 15-05-1965 t/m 21-08-1965 | Hitnotering: 15-05-1965 t/m 21-08-1965 | Hitnotering: 15-05-1965 t/m 21-08-1965 | Hitnotering: 15-05-1965 t/m 21-08-1965 | Hitnotering: 15-05-1965 t/m 21-08-1965 | Hitnotering: 15-05-1965 t/m 21-08-1965 | Hitnotering: 15-05-1965 t/m 21-08-1965 | Hitnotering: 15-05-1965 t/m 21-08-1965 | Hitnotering: 15-05-1965 t/m 21-08-1965 |     |
| Week:                                  | 1                                      | 2                                      | 3                                      | 4                                      | 5                                      | 6                                      | 7                                      | 8                                      | 9                                      | 10                                     | 11                                     | 12                                     | 13                                     | 14                                     | 15                                     |     |
| -------------------------------------- | -------------------------------------- | -------------------------------------- | -------------------------------------- | -------------------------------------- | -------------------------------------- | -------------------------------------- | -------------------------------------- | -------------------------------------- | -------------------------------------- | -------------------------------------- | -------------------------------------- | -------------------------------------- | -------------------------------------- | -------------------------------------- | -------------------------------------- | --- |
| Positie:                               | 19                                     | 14                                     | 6                                      | 6                                      | 4                                      | 3                                      | 5                                      | 8                                      | 8                                      | 10                                     | 14                                     | 20                                     | 29                                     | 26                                     | 29                                     | uit |

#### NPO Radio 2 Top 2000
| Nummer met noteringen in de NPO Radio 2 Top 2000 | '99 | '00 | '01 | '02 | '03 | '04 | '05 | '06 | '07 | '08 | '09  | '10 | '11  | '12  | '13  | '14  |
| ------------------------------------------------ | --- | --- | --- | --- | --- | --- | --- | --- | --- | --- | ---- | --- | ---- | ---- | ---- | ---- |
| Bring It On Home to Me                           | 837 | 460 | 531 | 481 | 620 | 542 | 678 | 741 | 551 | 607 | 1141 | 991 | 1289 | 1552 | 1585 | 1851 |

1. ↑  Een vetgedrukt getal geeft de hoogste notering aan.
2. ↑  Deze tabel is bijgewerkt tot en met de laatste editie (2024).

## Versie van Eddie Floyd
Eddie Floyd bracht eind 1968 een versie van het nummer op de markt. De plaat haalde de 17e plaats in de Billboard Hot 100 en de vierde in de Hot Rhythm and Blues Singles, de toenmalige Amerikaanse rhythm-and-blues-hitlijst.

## Versie van Rod Stewart
Rod Stewart bracht het nummer in 1974 uit als medley met You send me. Op de andere kant stond Farewell. Het was een plaat met een ‘dubbele A-kant’. De plaat haalde de zevende plaats in de UK Singles Chart. In de Verenigde Staten kwam de plaat in deze vorm niet uit, wel kwam Farewell daar uit in combinatie met Mine for me. Dat laatste nummer werd met een 91e plaats in de Billboard Hot 100 een klein hitje.

## Andere versies
- Jeroen van der Boom op zijn album Vanderboom van 2006.
- The Dave Clark Five in 1969 als single in de Verenigde Staten. De plaat flopte.
- Dave Mason op het album Dave Mason van 1974.[10]
- Martina McBride als duet met Gavin DeGraw op het album Everlasting van 2014.[11]
- Paul McCartney op het album CHOBA B CCCP uit 1988.[12]
- The Merseybeats op hun debuutalbum The Merseybeats uit 1964.
- Van Morrison nam het nummer tweemaal op: op het dubbelalbum It's too late to stop now van 1974[13] en op het album Roll with the punches van 2017.[14]
- Lou Rawls op het album Bring it on home....And other Sam Cooke hits van 1970.[15] Het nummer kwam ook uit op single en haalde de 96e plaats in de Billboard Hot 100 en de 45e plaats in de Best Selling Soul Singles.[16]
- Otis Redding en Carla Thomas op het album King & Queen van 1967.